# Pablo Herrera
Pablo Herrera, född 29 juni 1982 i Castellón de la Plana, är en spansk beachvolleybollspelare.
Herrera blev olympisk silvermedaljör i beachvolleyboll vid  OS 2004 i Aten (tillsammans med Javier Bosma). Han har vunnit EM två gånger (2005 tillsammans med Raúl Mesa och 2013 tillsammans med Adrián Gavira).